# Mike Hodge
Michael 'Mike' Hodge (Mercer County (West Virginia), 24 februari 1947 – New York, 10 september 2017) was een Amerikaans acteur.
Hodge staat het meest bekend van de serie Law & Order.

## Filmografie

### Films
Selectie:
- 2017 . Brawl in Cell Block 99 – als ondervrager
- 2009 · Adam – als rechter
- 2008 · College Road Trip – als Harold
- 2003 · Head of State – als geldinzamelaar
- 2000 · Our Lips Are Sealed – als edelman
- 1999 · The Confession – als beveiliger
- 1996 · Ransom – als man op feest
- 1993 · Striking Distance – als kapitein Penderman
- 1992 · Malcolm X – als volger bij tempel
- 1990 · The Bonfire of the Vanities – als media jakhals
- 1990 · Blue Steel – als politiecommissaris

### Televisieseries
Uitgezonderd eenmalige gastrollen.
- 2005–2006 · As the World Turns – als Burt – 5 afl.
- 2000–2006 · Law & Order – als rechter Delano Burns – 3 afl.
- 2000–2001 · Ed – als rechter – 7 afl.
- 2000 · D.C. – als minister – 2 afl.
- 1991 · Loving – als Tompkins - 3 afl.
- 1993–1994 · NYPD Blue – als commandant van EMS – 2 afl.
- 1992–1993 · Ghostwriter – als Isaiah McQuade – 5 afl.
- 1991 · Loving – als Tompkins – 3 afl.
- 1984 · George Washington – als Breechy – miniserie

## Theaterwerk opBroadway
- 1992 · Search and Destroy – als buschauffeur / politieagent
- 1989–1991 · A Few Good Men – als kapitein Julius Alexander Randolph
- 1987–1988 · Fences – als Jim Bono / Gabriel

- Gemeinsame Normdatei: 1062066030
- International Standard Name Identifier: 0000 0000 4623 0814
- Library of Congress Control Number: no2002003928
- Virtual International Authority File: 34117277
- WorldCat: E39PBJpDVWFDMqyRTbPbwrdRKd